# Weisz Sámuel
Weisz Sámuel (Nyírbátor, 1880. május 29. – ?[1929 után]) magyarországi zsidó rabbi. 1895 és 1905 között a budapesti Rabbiképzőben tanult. 1904-ben avatták bölcsészdoktorrá Budapesten, 1906-ban pedig rabbivá. 1907-től a Pesti Izraelita Hitközség vallástanáraként működött. 

## Művei
- A Budapest-Lipótvárosi Imaházegyesület (előbb: Lipótvárosi Talmudtóra-Egyesület) 25 éves története (Budapest: Jakab Ny., 1930)
- szerk., magyarázta, R. Tanchumii Hierosolymi. Liber Almursid Alkâfi. Lexicon in Mosis Maimuni Mischne Th oram (I. pars, litterae ג) (Budapest: Athenaeum Ny., 1904) (Bölcsészdoktori értekezés)

Magyarra fordította Joseph Hermann Herz angol chief-rabbi Gondolatok című munkáját (1927). Önálló műve: Tanchum Jerusalmi Mursid al-Kafi (1904). Cikkei az Egyenlőségben és a Magyar Zsidó Szemlében jelentek meg. 